# Népi csillagnevek
A magyar Népi csillagnevek eredetének története ősi kultúránk csillagmítoszaiból ismeretes. A csillagok iránti tisztelet az ősi sámánizmusban gyökerezik, hiszen a természeti jelenségeket, égi tüneményeket isteni eredetűnek tekintették. A csillagképekben tárgyakat, személyeket véltek felfedezni és jelenítettek meg. A vándorló nomád ősmagyarok számára a csillagok útmutatóul is szolgáltak a tájékozódásban.
A csillagnevek gyűjtésének hazai úttörője, Kulin György 1946. november 11-én a Magyar Csillagászati Egyesület alakuló közgyűlésén terjesztette elő, hogy a régi magyar csillagneveket meg kell menteni a feledéstől és össze kell gyűjteni. 1941-ben a Távcső világa című kötetében közölte is az első eredményeket, azóta több csillagász is foglalkozott a kérdéssel (Várhegyi Péter, Mizser Attila, Bödők Zsigmond stb.), mert nemcsak a neveket, hanem a hozzájuk fűződő mondákat is le kell jegyezni.

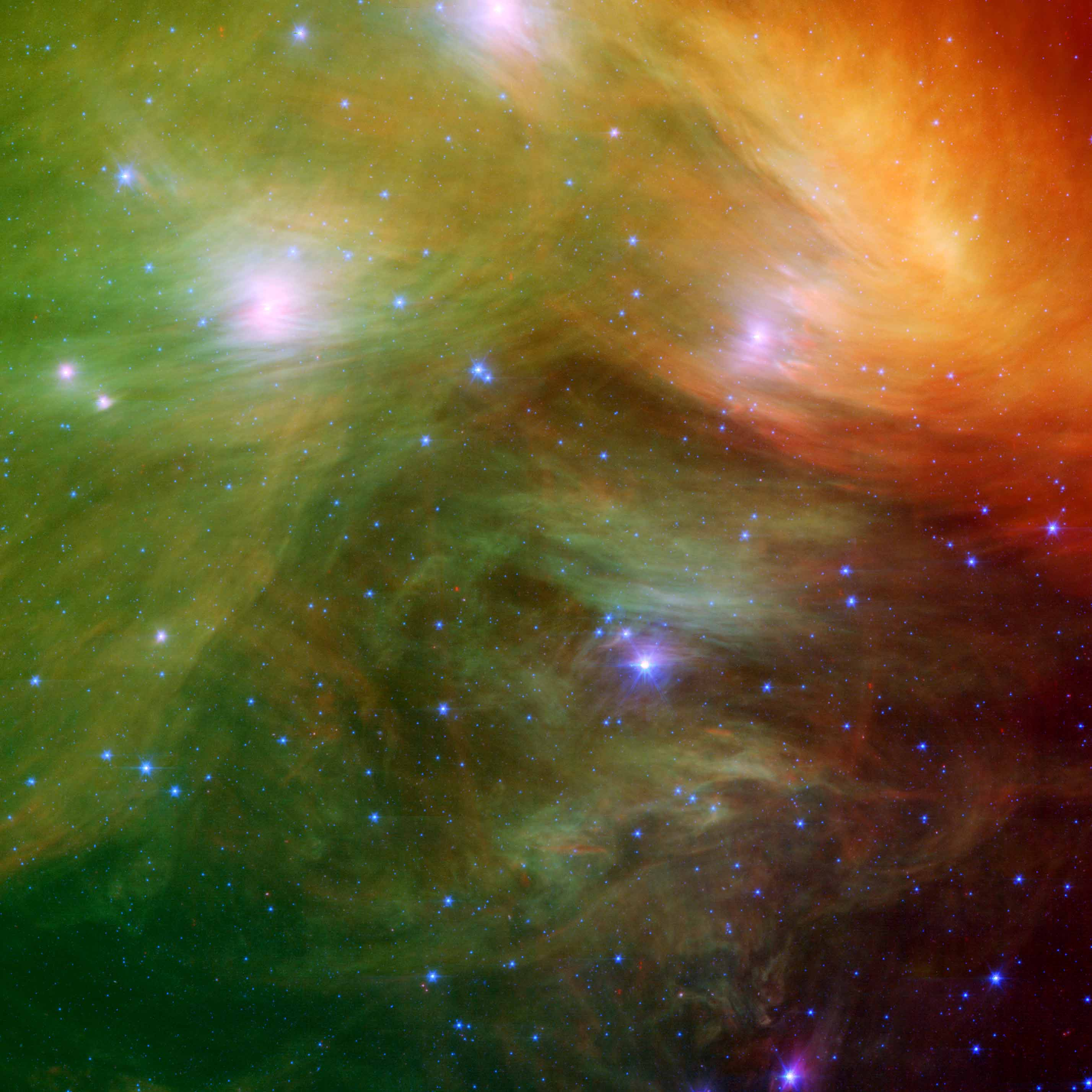
Plejádok – Fiastyúk

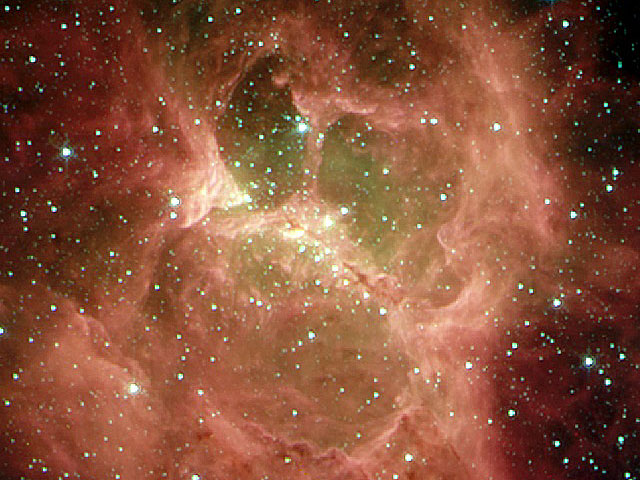
Hattyú csillagkép – Keresztbenéző

## A csillagnevek kialakulásának története
Az írásbeliség hiánya miatt nagyon keveset tudunk a honfoglalás kori elnevezésekről, főleg mivel a kereszténység felvétele után a pogányság babonás rítusvilága üldözötté vált. Ezért az ebben az időben keletkezett mondák, mesék nagy része is eltűnt, elveszett. Néhány regösének, népmese, népdal őrzi még a magyarság csillagok világáról alkotott elképzeléseit. A mai ismert csillagnevek nagy része a honfoglalást követő időszakokból maradt ránk. Elnevezésüket három kategóriába sorolhatjuk.
1. Irány- és időmutató csillagok
2. A földi világ vetülete az égbolton
3. Népköltészet a csillagos égbolton

### Irány- és időmutató csillagok
Irány- és időmutató csillagoknak nevezzük azokat a csillagokat, melyek őseinket a térben és időben való tájékozódásban segítették. Az egyik legfontosabb csillagcsoport a kalauzcsillagok csoportja. Elődeink nagy tiszteletben tartották ezeket a csillagokat, mert velük a csillagos égbolt egy olvasható térképpé vált. Erős fényükkel segítették a biztos célbaérést a vándorok számára. A legismertebb a köztudatban ma is élő útmutató csillag, az Éjszaki vagy Északi csillag, azaz a Sarkcsillag. Az égbolton mindig ugyanazon a helyen látható, erős fénye miatt a legelső tájékozódási pontként szolgál a sötét éjszakában.
A másik csoportja az irány- és időmutató csillagoknak az óracsillagok. A legismertebb közülük a Göncölszekér (Nagy Medve csillagkép), melyet a gyermekek is könnyen megjegyeznek szekér alakjáról. Estétől reggelig látszik az égen, jókora utat járva be. Legkönnyebben a szekér rúdjának mozgását figyelhetjük meg, ahogy óráról órára változik a helyzete. Elnevezésük is Estvéli csillag – az Ikrek csillagképben Castor, a Virradó csillag – az Ikrek csillagképben Pollux.
A harmadik csoport az évszakcsillagok, elnevezésük kapcsolódik az éjszakai égen betöltött szerepükre, és arra, hogy melyik évszakhoz, időjáráshoz kapcsolódnak. Ilyen csillagok a Fiastyúk, melynek neve Fagyhozó csillag, Dérhagyó csillag; Pünkösd csillaga, Kikelet Hírmondója.

### A földi világ vetülete az égbolton
A néphagyomány a természeti jelenségek megfigyeléséhez kapcsolódó névadásokon kívül a mindennapi élet eseményeiről, az eszközökről is nevezett el csillagokat. Ilyenformán a földi világ vetületét jelenítették meg az égbolton. Ide tartoznak a foglalkozásokról és a tisztségekről elnevezett csillagképek. Foglalkozásról nevezték el a Juhász, a Bojtárok, a Pásztorcsillag, vagy a Halászcsillag csillagokat. A hadviseléssel kapcsolatos nevek a Táltoscsillag, Hadvezető, Vezércsillag, Pajzstartó csillag.
A természettel való szoros együttélésből származtak olyan csillagneveink, mint a földrajzi ihletésű Rónaőrző, Mátra Szerelme, Alföldi csillag, Bokorcsillag Szarvasnyom, Óriás Gázlója, Tündérasszony Kútja. Az ősi mondák, regék szájhagyomány útján terjedtek tovább és a múlt dicsőségeit őrizték meg a csillagképek elnevezéseiben is. A hősök lelke a Lelkek Útján került fel az égbe, ez a név a Tejút egyik legismertebb neve volt, de a Hadak Útja, Csaba Útja is közismert elnevezésnek számított.
A történelmi híres alakjait is megőrizték egyes csillagok nevei, mint a Lehel Kürtje, Mátyás Szeme (Delfin), László Szekere.
A használati tárgyak, eszközök is fölbukkantak a csillagos ég csillagneveiben: Juhászbot (Orion csillagkép), Koldusszekér (Nyilas csillagkép), Kaptár, Méhkas (Hyadok), Szegényember Tarisznyája, Patkó (Északi Korona csillagkép).
Az embert napi életében állatok vették körül, házi állatok és vadonélők. Természetszerű volt, hogy őket is odaképzelte az égboltra, így az égi mezőkön megtalálhatók a legfontosabb állatok csillagai. Az Ebcsillag (Szíriusz), a Fiastyúk, Szarvascsillag (Cassiopeia, Perseus, Auriga), Gödölyék (Capella alatt), Vakondok Túrása.

### Népköltészet a csillagos égbolton
A csillagok, csillagképek az embereket megihlették szépségükkel, elérhetetlenségükkel, a művészi önkifejezés eszközeivé váltak, versek, dalok, mondák születtek, amelyekben fantáziadús nevekkel illették a csillagokat.
Költői elnevezések születtek, mint a Ködszemű csillag (Androméda csillagkép), a Vérrel Versengő (Mars), Szőke csillag, Két Árva csillag (Castor és Pollux, Ikrek csillagkép), Koszorúcsillag (Libra).
Az érzelmek, a vágy a bánat, öröm, szomorúság fogalomkörébe tartozó csillag elnevezések: Szerelemcsillag (Vénusz), Vándorlegények Szerencsecsillaga (Delfin csillagkép), Pásztorok Öröme, Bánatcsillag, Szegényember Szerencséje, Juhászöröm.
Őseink néhány csillagnak varázserőt tulajdonítottak, babonás tisztelettel vették körül őket és szerencsét hozónak minősítették. Ilyen szerencsecsillag a Delfin csillagképként ismert Kiskereszt, vagy Vándorlegények csillaga. Úgy hitték, ha valaki az égre tekintve megpillantja ezt a halovány csillagképet, az többé soha sem fog eltévedni.
Néhány csillagkép emberi tulajdonságról kapta a nevét, mint az Árva Leány Pillantása (Szíriusz), Aranyhajú csillag, Szépasszony (Antares), Sánta Kata (Szíriusz), Keresztbenéző (Hattyú csillagkép).